# دوبكي (أودمورتيا)
دوبكي (بالروسية: Дубки) هي مدينة في جمهورية أودمورتيا في روسيا. يبلغ عدد سكانها حوالي 3313 نسمة.